# Парк Република Српска
Парк „Република Српска“ налази се на лијевој обали Саве у Београду. Простире се између Старог савског моста и Газеле на подручју градске општине Нови Београд. Под овим именом је отворен 2008. године са идејом да симболизије пријатељство Србије и Републике Српске.

## Положај
Парк има изглед дугачке и уске стазе која је читавом дужином прострта уз обалу ријеке Саве, односно Бродарске улице (МЗ Старо Сајмиште иза које се налази Сава центар). У дужину се протеже од Старог савског моста до Газеле. Заузима простор од 1,7 хектара.

## Историја
Идеја за именовање старог парка направљеног током 1960их година је 2008. године потекла од Бориса Тадића, Милорада Додика, предузећа „Тамарис“ из Бање Луке и њеног власника Милорада Јањетовића, добротворне организације „Наша Србија“ и ЈКП „Зеленило – Београд”. 
Парк су 4. маја 2008. године под новим именом отворили председник Републике Србије Борис Тадић и предсједник Владе Републике Српске Милорад Додик. Приликом отварања, Тадић и Додик су засадили дрво као симбол пријатељства Србије и Српске.
Парк је одабран на основу предлога београдског архитекте Ђорђа Бобића и директора Зеленила Радована Драшкића. Положај расада су пројектовале пејзажне архитекте Сања Крстић и Данијела Бјелановић. Читав садни материјал који се састоји од 300 комада листопадног и четинарског дрвећа (гинка, секвоје, црвене букве, коврџаве врбе, брезе, јавора и јасена) и жбуња и 500 m² травног бусена, донација је власника компаније „Тамарис” Милорада Јањетовића. Међутим, због непланског сађења мимо одговарајуће сезоне сађења, целокупан засад се у недељама након отварања и медијске пажње осушио, при чему је остало само растиње које је и било у парку пре преименовања.

## Галерија
- Парк на мапи Београда
- Део парка
- Шеталиште у парку Републике Српске
- Поглед на мостове из парка
- Део парка